# Almaz Ayana
Almaz Ayana Eba (Benishangul-Gumaz; 21 de noviembre de 1991) es una atleta etíope, especializada en pruebas de 3000, 5000 y 10 000 metros. En los Juegos Olímpicos de Río de Janeiro 2016 logró la medalla de oro de 10 000 además de batir el récord mundial con 29:17,45.

## Carrera deportiva y palmarés
Medalla de bronce en los 5000 m en el Campeonato Mundial de Atletismo de 2013, en Moscú, su primer título internacional lo consiguió en el Campeonato Africano de Atletismo de 2014 en Marrakech, cuando derrotó a la favorita, su compatriota Genzebe Dibaba, estableciendo el récord del campeonato con una marca de 15:32,7. En mayo de 2015 hizo la mejor marca de su carrera y la tercera mejor del mundo: 14:14,3, venciendo en la prueba de la Liga de Diamante 2015 celebrada en Shanghái. Tres meses después se convirtió en campeona mundial al vencer en la prueba del Campeonato Mundial de Atletismo de 2015 celebrado en Pekín con una marca de 14:26,8, récord de todos los campeonatos mundiales.
En 2016, Ayana venció en la prueba de Doha de la Liga de Diamante 2016 en los 3000 m. En los 5000 m lo hizo en las pruebas de Rabat y Roma, realizando en esta última una marca de 14:12,5, la segunda marca más rápida de todos los tiempos, solo por detrás de la de Tirunesh Dibaba, que ostenta el récord mundial en la distancia desde 2008 con 14:11,15.
En los Juegos Olímpicos de Río de Janeiro 2016 corrió los 10 000 m, firmando una excepcional carrera, consiguiendo la medalla de oro y récord mundial con 29:17,45. Con este récord superó en más de 14 segundos el antiguo récord mundial que Wang Junxia había establecido en Pekín en 1993 y que tenía 23 años de antigüedad. Esta carrera pasará a la historia del atletismo no solamente por el nuevo récord, sino por reunir hasta cuatro mujeres que lograron bajar de la barrera de los 30 minutos en los 10 000 metros lisos.